# Johannes Brandt
Pour les articles homonymes, voir Brandt.
Johannes Brandt, né le 31 octobre 1884 à Vienne et mort le 20 février 1955 dans la même ville, est un scénariste et réalisateur autrichien.

## Biographie
Brandt étudie la germanistique et la musicologie, tous les deux jusqu'au doctorat. Il commence comme critique de théâtre et devient après la Première Guerre mondiale rédacteur en chef de la revue Filmkurier.
Aussi, à partir de ce moment, il écrit des scénarios et réalise parfois. En tant qu'écrivain indépendant, il écrit des opérettes et des comédies. Il écrit des textes sur des compositions d'Otto Stransky et de Nicholas Brodszky. Il est un temps dramaturge au Theater in der Josefstadt.
Après la prise du pouvoir par les nationaux-socialistes, Brandt quitte l'Allemagne. Au moment de l'apparition de la Seconde Guerre mondiale, il est interné en France. Après la guerre, il écrit des pièces radiophoniques et des opérettes.

## Filmographie

### Acteur

#### Cinéma
- 1919 : Der Kampf um die Ehe - 1. Teil: Wenn in der Ehe die Liebe stirbt : Kurt Helbig

### Réalisateur

#### Cinéma
- 1920 : Die sieben Gesichter
- 1920 : Marionetten des Teufels
- 1921 : Der Totenklaus
- 1921 : Ebbe und Flut
- 1927 : Der Fahnenträger von Sedan

### Scénariste

#### Cinéma
- 1919 : Die Toten kehren wieder - Enoch Arden
- 1919 : Miss Sarah Sampson
- 1920 : Das Blut der Ahnen
- 1920 : Der Abenteurer von Paris
- 1920 : Die Jagd nach dem Tode 2.Teil: Die verbotene Stadt
- 1920 : Die Jagd nach dem Tode
- 1920 : Die drei Tänze der Mary Wilford
- 1920 : Dämmernde Nächte
- 1921 : Aschermittwoch
- 1921 : Das Haus des Dr. Gaudeamus
- 1921 : Das schwarze Gesicht
- 1921 : Die rote Hexe
- 1922 : L'appel du destin
- 1923 : Der Frauenkönig
- 1923 : Felicitas Grolandin
- 1926 : Der krasse Fuchs
- 1926 : Ich hatt' einen Kameraden
- 1926 : Trude, die Sechzehnjährige
- 1927 : Der Fahnenträger von Sedan
- 1927 : Hotelratten
- 1927 : Unter Ausschluß der Öffentlichkeit
- 1927 : Was die Kinder ihren Eltern verschweigen
- 1929 : Frauen am Abgrund
- 1929 : Les Roses blanches de Gilmore
- 1930 : Der Andere
- 1930 : Le Concert de flûte de Sans-Souci
- 1930 : Le Procureur Hallers de Robert Wiene
- 1931 : Das Lied der Nationen
- 1931 : Gassenhauer
- 1931 : Hurra - ein Junge!
- 1931 : Ihr Junge
- 1931 : La Chanson des nations
- 1931 : Les Quatre Vagabonds de Lupu Pick
- 1932 : Gitta entdeckt ihr Herz
- 1932 : She, or Nobody
- 1932 : Unter falscher Flagge
- 1933 : La Chorale de Leuthen (Der Choral von Leuthen) de Carl Froelich
- 1934 : Madame Spy

### Parolier

#### Cinéma
- 1931 : Gassenhauer
- 1931 : Hurra - ein Junge!
- 1932 : Der Stolz der 3. Kompanie
- 1932 : Gitta entdeckt ihr Herz
- 1932 : She, or Nobody
- 1934 : Ein Kind, ein Hund, ein Vagabund
- 1997 : Comedian Harmonists
- 2003 : Rosenstrasse